# Потьма (Ковилкінський район)
Потьма́ (рос. Потьма, ерз. Потма) — селище у складі Ковилкінського району Мордовії, Росія. Входить до складу Троїцького сільського поселення.

## Географія
Розташоване на річці Селезка, у 20 км від районного центру та залізничної станції Ковилкіно.

## Походження назви
Походження назви пов'язане з мокшанським словом мокш. потмо.

## Історія
Заснована після скасування кріпосного права. В «Списку населених місць Пензенської губернії» (1894) Потьма — село з 35 дворів Краснослободського повіту Пензенської губернії.

## Населення
Населення — 44 особи 2010; 62 у 2002).
Національний склад станом на 2002 рік:
- мордва — 92 %